# Paul Gladon
Paul Gladon (Haarlem, 18 maart 1992) is een Nederlands profvoetballer die doorgaans als aanvaller speelt.

## Clubcarrière

### Sparta Rotterdam
Gladon begon als zesjarige met voetballen bij de plaatselijke voetbalvereniging Hoofddorp, waar hij speelde tot en met de B-jeugd. Daarna ging hij over naar de A-jeugd van Sparta Rotterdam, onder leiding van trainer Arjan van der Laan. In november 2010 maakte hij zijn debuut bij Jong Sparta Rotterdam in een uitwedstrijd tegen Ajax en in januari 2011 maakte hij zijn debuut in de hoofdmacht, in de wedstrijd om de Zilveren Bal tegen Feyenoord op het Kasteel. Hij tekende bij Sparta Rotterdam een contract tot medio 2015. De club verhuurde hem in het seizoen 2013/2014 aan FC Dordrecht waarmee hij de promotie/degradatiewedstrijden won en promotie naar de Eredivisie afdwong. Gladon kreeg in de vierde periode de Bronzen Stier als Topscorer en kreeg een wildcardnominatie voor Beste Speler van de Jupiler League in het seizoen 2013–2014. Hij keerde terug bij Sparta en was ook in dat seizoen veel trefzeker. Hij speelde 36 wedstrijden voor Sparta, waarin hij in totaal dertien keer het net wist te vinden. 

### Heracles Almelo
Gladon tekende in 2015 een driejarig contract bij Heracles Almelo, dat hem transfervrij overnam van Sparta Rotterdam. Hij maakte op 8 augustus zijn debuut voor Heracles tegen Roda JC (3-1 nederlaag). Op 19 december maakte hij in de 2-1 overwinning op FC Groningen zijn eerste goal voor Heracles. In ruim een jaar haalde hij echter nooit zijn productiviteit van zijn vorige seizoenen. Hij kwam tot 22 wedstrijden en vijf goals, waarvan twee in zijn voorlaatste wedstrijd tegen Willem II.

### Wolverhampton Wanderers
In 2016 tekende Gladon een contract bij Wolverhampton. Hij maakte op 10 september zijn debuut tegen Burton Albion FC, maar kwam hierna nog maar twee keer in actie voor Wolves. Daarom keerde hij in de zomer van 2017 op huurbasis terug bij Heracles Almelo, waar hij zes goals maakte in 32 competitiewedstrijden. Hij keerde terug in Engeland en werd opnieuw verhuurd, ditmaal aan Sint-Truiden. Hij kwam tot slechts één competitiewedstrijd, waarin hij één minuut mocht invallen. Daarom werd eind december de optie om de huur te verlengen niet gelicht. Vervolgens ontbond Gladon in januari 2019 zijn contract bij Wolverhampton Wanderers.

### FC Groningen
In de winter van 2019 tekende Gladon een contract voor een half jaar bij FC Groningen. Hier maakte hij op 26 januari tegen PSV zijn debuut. Tussen 2 april (zijn eerste goal) en 12 mei scoorde hij vervolgens vijf keer in zes wedstrijden, mede waardoor Groningen de play-offs om Europees voetbal haalde. Daarin werd verloren van SBV Vitesse en dat was tevens zijn laatste wedstrijd voor Groningen.

### Willem II
Medio 2019 tekende Gladon bij Willem II. Hij maakte op 10 augustus zijn debuut tegen Vitesse. Hij was vooral pinchhitter dat seizoen, een rol waarin hij op 16 februari tegen FC Utrecht met zijn eerste goal voor de club een punt redde voor Willem II. In de eerste helft van het volgende seizoen speelde hij slechts vier wedstrijden voor Willem II.

### FC Emmen
Halverwege het seizoen 2020/21 verruilde Gladon Willem II voor FC Emmen. Daar speelde hij op 6 februari tegen AZ zijn eerste wedstrijd. Op 10 april was hij in de 3-1 overwinning op Fortuna Sittard belangrijk met zijn eerste goal en eerste assist. In de laatste speelronde scoorde hij in de 4-0 overwinning op VVV-Venlo, maar ondanks deze driepunter moest Emmen play-offs spelen om promotie/degradatie, waarna Emmen degradeerde. Op 1 juli 2021 werd zijn contract ontbonden bij de Drentse club. 

### Fortuna Sittard
Na zeven maanden clubloos te zijn, tekende Gladon in februari 2022 een contract bij Fortuna Sittard. Hij maakte op 12 februari zijn debuut tegen FC Groningen. Op 16 april scoorde Gladon tegen Sparta Rotterdam (3-0 winst) zijn eerste twee goals voor de club. In de laatste speelronde gaf hij tegen N.E.C. de assist op de enige treffer van Zian Flemming, die Fortuna in de Eredivisie hield. Op 13 november kwam Gladon met een 1-1 tussenstand het veld op tegen FC Groningen, om met twee goals de wedstrijd te beslissen. Op 19 augustus 2023 speelde hij zijn laatste duel voor Fortuna Sittard. In de week erna werd duidelijk dat club en speler al langer in onderhandeling waren over een nieuw contract, uiteindelijk kwamen ze er niet uit en op donderdag 24 augustus werd bekend dat Gladon een contract heeft getekend bij FC Noah.

### Clubstatistieken
| Seizoen         | Club              | Competitie      | Competitie | Competitie | Beker | Beker | Internationaal | Internationaal | Overig | Overig | Totaal | Totaal |
| Seizoen         | Club              | Competitie      | Wed.       | Dlp.       | Wed.  | Dlp.  | Wed.           | Dlp.           | Wed.   | Dlp.   | Wed.   | Dlp.   |
| --------------- | ----------------- | --------------- | ---------- | ---------- | ----- | ----- | -------------- | -------------- | ------ | ------ | ------ | ------ |
| 2010/11         | Sparta Rotterdam  | Eerste divisie  | 2          | 0          | 0     | 0     | 0              | 0              | 0      | 0      | 2      | 0      |
| 2011/12         | Sparta Rotterdam  | Eerste divisie  | 1          | 0          | 1     | 0     | 0              | 0              | 0      | 0      | 2      | 0      |
| 2012/13         | Sparta Rotterdam  | Eerste divisie  | 9          | 0          | 0     | 0     | 0              | 0              | 0      | 0      | 9      | 0      |
| 2013/14         | Sparta Rotterdam  | Eerste divisie  | 0          | 0          | 0     | 0     | 0              | 0              | 0      | 0      | 0      | 0      |
| 2013/14         | → FC Dordrecht    | Eerste divisie  | 36         | 17         | 1     | 0     | 0              | 0              | 4      | 3      | 41     | 20     |
| 2014/15         | Sparta Rotterdam  | Eerste divisie  | 36         | 13         | 1     | 2     | 0              | 0              | 0      | 0      | 37     | 15     |
| 2015/16         | Heracles Almelo   | Eredivisie      | 18         | 1          | 2     | 2     | 0              | 0              | 0      | 0      | 20     | 3      |
| 2016/17         | Heracles Almelo   | Eredivisie      | 2          | 2          | 0     | 0     | 0              | 0              | 0      | 0      | 2      | 2      |
| 2016/17         | Wolverhampton     | Championship    | 2          | 0          | 1     | 0     | 0              | 0              | 0      | 0      | 3      | 0      |
| 2017/18         | → Heracles Almelo | Eredivisie      | 32         | 6          | 3     | 0     | 0              | 0              | 0      | 0      | 39     | 3      |
| 2018/19         | → Sint-Truiden    | Eerste klasse A | 1          | 0          | 0     | 0     | 0              | 0              | 0      | 0      | 1      | 0      |
| 2018/19         | FC Groningen      | Eredivisie      | 14         | 5          | 0     | 0     | 0              | 0              | 2      | 0      | 16     | 5      |
| 2019/20         | Willem II         | Eredivisie      | 18         | 1          | 3     | 1     | 0              | 0              | 0      | 0      | 21     | 2      |
| 2020/21         | Willem II         | Eredivisie      | 4          | 0          | 0     | 0     | 0              | 0              | 0      | 0      | 4      | 0      |
| 2020/21         | FC Emmen          | Eredivisie      | 13         | 2          | 0     | 0     | 0              | 0              | 1      | 0      | 14     | 2      |
| 2021/22         | Fortuna Sittard   | Eredivisie      | 11         | 3          | 0     | 0     | 0              | 0              | 0      | 0      | 11     | 3      |
| 2022/23         | Fortuna Sittard   | Eredivisie      | 24         | 5          | 1     | 0     | 0              | 0              | 0      | 0      | 25     | 5      |
| Carrière totaal | Carrière totaal   | Carrière totaal | 194        | 50         | 10    | 5     | 0              | 0              | 7      | 3      | 211    | 58     |

Bijgewerkt t/m 8 mei 2023